# Mikhaïl Zankevitch
Mikhaïl Ippolitovitch Zankevitch (né le 17 septembre 1872 (29 septembre dans le calendrier grégorien) et mort le 14 mai 1945 en France) est un général major russe, attaché militaire en Roumanie et en Autriche-Hongrie, héros de la Première Guerre mondiale et membre du mouvement blanc.

## Biographie
Né dans la famille noble et orthodoxe du colonel Ippolit Mikhaïlovitch Zankevitch et de Sofia Karlovna Zankevitch. Demi-frère de Boris Fedorovitch Ouchakov, fils de Sofia Karlovna issu de son deuxième mariage.
Il est diplômé du corps de cadets de Pskov (1891) et de l'école militaire de Paul (1893), d'où il sort sous-lieutenant et intègre le régiment de la Garde Pavlovski.
En 1899, il est diplômé de l'Académie militaire d'état-major Nicolas et promu capitaine d'état-major général. Il sert alors comme adjudant principal au quartier général de la 29e division d'infanterie (1899-1900) puis comme officier supérieur pour des missions spéciales au quartier général du 20e corps d'armée (1900-1903). Il commande une compagnie du régiment de la Garde Pavlovski (1901-1902) et retourne, en 1903, à l'état-major général. Il est ensuite attaché militaire adjoint à Vienne (1903-1905), attaché militaire en Roumanie (1905-1910) et en Autriche-Hongrie (1910-1913).
Le 8 juillet 1913, il est nommé commandant du 146e régiment d'infanterie de Tsaritsyne, avec lequel il participe à la Première Guerre mondiale.
Le 14 janvier 1915, il est promu major général « pour distinction face à l'ennemi ». Le 6 mars 1915 - commandant du 146e régiment d'infanterie de Tsaritsyne, le 28 mai de la même année - commandant de brigade de la 37e division d'infanterie. Le 22 août 1915, il est nommé commandant du régiment de la Garde Pavlovski et le 20 mai 1916, il est nommé chef d'état-major de la 2e division d'infanterie de la garde. Le 11 juillet 1916, il est nommé quartier-maître général de l'état-major par intérim, poste qu'il occupe jusqu'au 5 avril 1917, date à laquelle il est mis à la disposition du chef d'état-major. À partir du 14 janvier 1917, temporairement, en raison de la maladie du général Averianov, il occupe le poste de chef d'état-major. En février 1917, lorsque les émeutes éclatent à Petrograd, il est nommé chef de la garde militaire de Petrograd.
À l'été 1917, il est nommé représentant du quartier général du commandant en chef suprême et du gouvernement provisoire en France et, en même temps, en juillet 1917 - décembre 1918, il remplace l'attaché militaire, le comte Ignatiev. Il combat les comités de soldats et dirige en septembre 1917 les unités qui matent la mutinerie des soldats russes à La Courtine.
En juillet 1919, il arrive en Russie et rejoint le mouvement blanc en Sibérie. Il est quartier-maître général au quartier général du front oriental de l'armée russe et jusqu'en octobre 1919, il est chef d'état-major du groupe des armées du Nord du général Lokhvitski. En novembre 1919, il est nommé chef d'état-major du quartier général du commandant en chef suprême, l'amiral Koltchak, poste qu'il occupe jusqu'en janvier 1920.
En exil en France il est président de l'association du régiment de la Garde Pavlovski et, à partir de 1934, président de l'association du corps de cadets de Pskov. Il est mort en en 1945 et repose au cimetière russe de Sainte-Geneviève-des-Bois.

## Essais
- Circonstances entourant l'extradition de l'amiral Kolchak vers le gouvernement révolutionnaire d'Irkoutsk // Affaire Blanche. -Berlin, 1927. - T.2.

## Liens
- Volkov S.V. Généralité de l'Empire russe. Dictionnaire encyclopédique des généraux et amiraux de Pierre Ier à Nicolas II. T. Tome 1. A-K. - M., 2009.
- Занкевич, Михаил Ипполитович  (russe) . // Projet « L'armée russe pendant la Grande Guerre ».